# Se La
Se La is een nummer van de Amerikaanse zanger Lionel Richie uit 1987. Het is de vijfde en laatste single van zijn derde studioalbum Dancing on the Ceiling.
"Se La" was de laatste single die Richie in de jaren '80 uitbracht. Het nummer werd een bescheiden hit in thuisland de Verenigde Staten, waar het de 20e positie bereikte in de Billboard Hot 100. In het Nederlandse taalgebied was het nummer een stuk succesvoller; met een 8e positie in de Nederlandse Top 40 en een 2e positie in de Vlaamse Radio 2 Top 30.